# 郭南燕
郭南燕（1962年—）是一位中国文学者，明治大学文学部教授。专攻日本近代文学、日本语文学和来日传教士历史。

## 生平
1962年出生于上海。1976年毕业于上海常熟路小学，1980年毕业于上海爱华中学，1980年毕业于复旦大学日语系。1988年获得御茶水女子大学大学院人文科学研究科日本文学硕士学位，1996年获得本校博士学位。1993年担任奥塔哥大学讲师，2001年升为高级讲师，2006年升为副教授，2008年担任国际日本文化研究中心海外研究交流室准教授，2019年担任东京大学国际领导培育中心主任。